# エドマンド・グレイ (初代ケント伯爵)
初代ケント伯エドマンド・グレイ（Edmund Grey, 1st Earl of Kent, 1416年10月26日 - 1490年5月22日）は、イングランドの行政官で有力な貴族。サー・ジョン・グレイとコンスタンス・ホランドの息子。ベッドフォードシャーのシルソー近くのレストに主に居を構えた。

## 生涯

### 出自
エドマンドは母コンスタンス・ホランドを通じてイングランド王エドワード3世の3男の初代ランカスター公ジョン・オブ・ゴーントの曾孫にあたり、したがってイングランド王ヘンリー4世の甥にあたる。
1440年に祖父である第3代ルシンのグレイ男爵レイノルド・グレイの死により、ルシンのグレイ男爵を継承した。
エドマンドはキャサリン・パーシーと結婚した。キャサリンはジョン・オブ・ゴーントの3番目の妻キャサリン・スウィンフォードの曾孫でもあり、またイングランド王エドワード3世の次男の初代クラレンス公ライオネル・オブ・アントワープの子孫でもあった。

### 騎士の叙任
エドマンドは、1440年10月にアキテーヌでの任務の後に騎士に叙せられた。また、1456年から1458年にかけて王室会議に出席した。薔薇戦争において活躍し、特にノーザンプトンの戦いではランカスター派からヨーク派に忠誠を誓い、重要な役割を果たした。この功績により、エドワード4世からアンプティルの荘園を与えられた。この荘園の所有権はグレイ家、第3代クロムウェル男爵ラルフ、およびエクセター公ヘンリー・ホランドの間で争われていた。

### イングランド財務長官
エドマンドのイングランド財務長官への任命は1463年6月24日にウェストミンスターで行われたが、1464年11月に初代マウントジョイ男爵ウォルター・ブラントが跡を継いだ。エドマンドはエドワード4世とリチャード3世のもとでも高官を務めた。
1483年7月5日、エドマンドはバス騎士団の騎士に叙せられた。1485年にはノーサンプトン城の城代となった。

### ケント伯の創設
1465年5月30日、長男アンソニーがエドワード4世の義理の妹ジョーン・ウッドヴィル（エリナー・ウッドヴィルと呼ばれることもある）と結婚した直後に、エドマンドはケント伯に叙せられた。その後、北ウェールズのメリオネス伯領の首席判事およびハーレック城の城代に任命された。長男の死後、次男ジョージが相続人となり、最終的に第2代ケント伯となった。

## 子女
- アンソニー - 王妃エリザベス・ウッドヴィルの妹ジョーン（エリナー）と結婚。父に先立って死去した。
- ジョージ（1454年 - 1505年） - 第2代ケント伯。アン・ウッドヴィルと結婚、後に初代ペンブルック伯ウィリアム・ハーバートの娘キャサリンと結婚
- エリザベス - サー・ロバート・グレイストークと結婚
- アン - 第8代ウィルトンのグレイ男爵ジョン・グレイと結婚